# Рукописный девичий рассказ
Рукописный девичий рассказ — литературный жанр, одна из форм письменного фольклора. Российско-советский культурный феномен представляющий собой анонимные рассказы о подростковой любви, записанные как в «неспециализированных» («альбомы», «песенники»), так и в специально заведенных для этого тетрадях девочек. Появился в середине 1950-х годов, наибольшего расцвета достиг в 1970—1980-е годы. В конце XX века, в связи с появлением журналов для девочек-подростков и развитием литературной интернет-коммуникации, бытование рассказов резко уменьшилось. Начало XXI века — период окончательного угасания и исчезновения девичьего рассказа как имеющего массовое распространение феномена рукописной культуры.
Открывателем жанра девичьих рукописных рассказов был доктор культурологии С. Б. Борисов. Впервые десять девичьих рукописных рассказов были опубликованы им как факт культуры в сборнике «Школьный быт и фольклор. Часть 2. Девичья культура» (составитель А. Ф. Белоусов — Таллин, 1992). В 1993 году был издан составленный С. Б. Борисовым сборник «Тридцать девичьих рукописных рассказов о любви» (Обнинск, 1993). В 2002 году в Москве в издательстве ОГИ вышел составленный им же 520-страничный фолиант «Рукописный девичий рассказ», в 2004 году было выпущено второе издание книги.
Рассказы переписывались девушками друг у друга от руки. Полного совпадения текстов практически никогда не наблюдается. Исследователями выделяются, как оригинальные (не тиражируемые) сюжеты, так и тиражируемые, которые на протяжении 15—30 лет переписывались из тетради в тетрадь с сохранением характеристик, позволяющих считать их вариантами одного и того же текста. Таким образом, с большой долей уверенности можно говорить о фольклорном (рукописно-фольклорном, квазифольклорном) статусе тиражируемых текстов.
Любовные девичьи рассказы, как и многие другие неофициальные, неканонические, запретные жанры и виды фольклора, обратили на себя внимание собирателей лишь в 1980-е годы, а бытование их имеет несравненно большую историю.
Девичий любовный рассказ связан с традицией городского предания, «бытового рассказа», описывающего трогательные и одновременно назидательные случаи из жизни. Этическая программа девичьих любовных рассказов традиционалистическая и конформистская. За немногими исключениями, все они утверждают приоритет семейных ценностей, гармоническую любовь, в которой сочетаются духовное и чувственное. Ореол раскрепощенного эротического фантазирования, заметный во многих рассказах, обычно не разрушает жёсткую систему норм и запретов. На понятном для юных читательниц языке, на простых и трогательных примерах эти рассказы очерчивают систему нравственных координат, обучает гендерным стереотипам, в самом широком смысле «учат жизни».
В советское время традиционные девичьи культурные практики, в том числе традиция девичьих альбомов, воспринималась как буржуазная и подлежащая полному искоренению. В ряду ожесточенных критиков девичьей альбомной культуры как дурного наследия буржуазного прошлого были такие крупные писатели и идеологи, как Корней Чуковский и Аркадий Гайдар.